# 옌응이어역
옌응이어역 (베트남어: Ga Yên Nghĩa / Ga 安義)은 베트남 하노이 하동군에 위치한 하노이 지하철 2A호선의 철도역이다.

## 노선
- 하노이 지하철
  - 2A호선

## 역 구조

### 승강장
| 반케 ↑      |
| 하 \| 상 \| |
| 시·종착역   |

| 상행 | ● 하노이 지하철 2A호선 | 하동 · 반꽌 · 제3순환로 · 타이하 · 깟린 방면 |
| 하행 | ● 하노이 지하철 2A호선 | 당역 종착                                    |